# Saarosi Sándor
Saarosi Sándor, Alexander Saarosi (Sáros, 1719. május 7. – Udvarhely, 1766. május 26.) Jézus-társasági áldozópap és tanár.

## Élete
1735. október 17-én lépett a rendbe. Bölcseletet és teológiát tanított Győrött 1758-ban és Budán 1759-ben.

## Munkája
- Assertiones ex universa philosophia... quas in ...academia Jaurinensi... 1758.... publice propagnandas suscepit Joan. Stehenics... ex praelectionibus Alex. Saarosi. Jaurini